# Tanned Tin
Tanned Tin es un festival de música celebrado durante noviembre inicialmente en Santander (España), aunque se trasladó a la ciudad de Castellón. Tanned Tin es organizado por la discográfica Acuarela, motivo por el cual gran porcentaje de los músicos en cartel pertenecen a dicha editorial.

## Historia
Tras la edición de 2008 se decidió abandonar la ciudad de Castellón ante la falta de apoyo de las instituciones públicas.
Para la edición de 2009, a celebrarse entre el 11 y el 15 de noviembre, se buscó el acuerdo con el ayuntamiento de Valladolid para celebrar su undécima edición en dicha ciudad castellana, sin embargo "las instituciones locales y regionales no consideran interesante un festival que tiene diez ediciones a sus espaldas y que cuenta con un consolidado prestigio a nivel nacional e internacional.", según nota de prensa del comité organizador, por lo que la undécima edición tuvo lugar definitivamente en Castellón, aunque retrasando su celebración a finales de enero de 2010.

### 2006
Annelies Monseré / APSE / Carla Bozulich / Dakota Suite / Darren Hayman & Band / David Grubbs / David Thomas Broughton / Grupo Salvaje & El Hijo / His Name Is Alive / HRSTA / I Love You But I've Chosen Darkness / Lisa Germano / Litius / M. Ward / Magik Markers / Manyfingers / Montgolfier Brothers / Mouthus / Nick Castro / Okkervil River / Portastatic / Psychic Ills / Radio Dept. / Remate / The Secret Society / Six Organs Of Admittance / Spires Than In The Sunset Rise / The One Ensemble of Daniel Padden ..

### 2007
Acid Mothers Temple / Arborea / Asobi Seksu / Bird by Snow / Boy Omega / Bracken / Califone / Chris Brokaw + Geoff Farina / Damien Jurado / David Thomas Broughton / Deerhunter / Dirty Projectors / Dolorean / For Against / Frog Eyes / Grouper / Half Asleep / Jonquil / LA JR / Laura Gibson / Lisabö / Mia Doi Todd / Norfolk & Western / Numbers / Raccoo-oo-oon / Ral Partha Vogelbacher / Refree / Sandro Perri / SJ Esau / Spain / Tarentel / The Ex / The Floorbirds / The Sea and Cake / Thee More Shallows / The Third Eye Foundation / Two Dollar Guitar / Wildbirds & Peacedrums / Wolf Eyes / Xiu Xiu / Za versus Les Aus

### 2008
Amandine, Bart Davenport, Bracken, The Clientele, Darren Hayman, Dead Sea Scrolls, Dolorean, James Yorkston, The Floorbirds, Laura Gibson, Lêda Tres, Matt Elliott, Nancy Elizabeth, Spain, Stephen Cracknell, Syd Matters.

### 2009
Cheval Sombre / Damien Jurado / Dawn Landes / Dean & Britta / Early Day Miners / Grouper / Inca Ore / Irene Tremblay / Kuupuu / Mountains / Num9 / Polvo / Rockettothesky / Samara Lubelski / Spectrum / Stanley Brinks / Tiny Vipers

### 2010
Giant Sand, The Wave Pictures, Aidan Moffat & The Best Ofs, David Thomas Broughton, Arborea, Dean & Britta, McEnroe, Lacrosse, Luke Haines, Third Eye Foundation (feat. Yann Tiersen), Robin Guthrie, Ecstatic Sunshine, Thee, Stranded Horse, Picastro, Callers, Sleep Whale, Dean Wareham plays Galaxie 500, L’Altra, Savage Republic, DD/MM/YYYY, Kristofer Aström, Sea of Bees, Richard Buckner, The Wowz, Betunizer, Jozef Van Wissem, Sir Richard Bishop, Jason Urick, Sábado 30 – Sala Opal, Ching Chong Song, Jamie Stewart, Joe Pernice, Mi and L’au, Castanets, The Joe K-Plan, The Clientele

### 2011
Dolorean / O Emperor / The R.G. Morrison / El Hijo / Trevor Moss & Hannah-Lou / James Blackshaw / The Wowz / Directorsound / Wooden Wand / The Young Gods / Nacho Umbert & la compañía / Secret Cities / Meligrove Band / Mat Riviere / Blaine L. Reininger (Tuxedomoon) / Ryan Driver & Castlemusic / Faust / Goldmund / Lone Wolf / Ulan Bator / Thurston Moore / Arthur & Yu / Nick Garrie / Xiu Xiu / Shogun Kunitori / The Bitter Springs / Hoquets / Vic Godard & Subway Sect / Huntsville / Terry Lee Hale / Isnaj Dui.

### 2013
Lee Ranaldo, Keiji Haino, Julie Doiron, Amanda Mair, Massimo Volume, Chris Brokaw, Tigercats Schwarz, Toti Soler, Tropa Macaca, Maher Shalal Hash Baz, Yuri Landman.